# WWAインターナショナル・ライトヘビー級王座
WWAインターナショナル・ライトヘビー級王座は、WWAが管理、認定していた王座。

## 歴史
1994年7月14日、WWAティフアナ大会で行われた初代王座決定戦に勝利したオーニタ・ジュニア（後のフライングキッド市原）が初代王者になった。FMWのオーニタが獲得したことでFMWに定着された。
1995年5月8日、王者の市原がFMWを退団後（4月23日に退団）、参戦したI.W.A.JAPANに定着された。
1996年、封印。

## 歴代王者
| 歴代  | 選手                 | 獲得日付      | 獲得場所 （対戦相手・その他）                      |
| ----- | -------------------- | ------------- | -------------------------------------------------- |
| 初代  | フライングキッド市原 | 1994年7月14日 | バハ・カリフォルニア州ティフアナ パンディジェロ1号 |
| 第2代 | 岡野隆史             | 1995年8月20日 | 川崎球場                                           |
| 第3代 | 板倉広               | 1996年2月5日  | 千葉公園体育館 1996年封印                          |